# 科普利鎮區 (明尼蘇達州清水縣)
科普利鎮區（英語：Copley Township）是位於美國明尼蘇達州清水縣的一個行政鎮區。

## 地方資料
科普利鎮區的面積為88.10平方千米，當中陸地面積為87.60平方千米，而水域面積為0.50平方千米。根據2020年美國人口普查的數據，當地共有人口867人，而人口密度為每平方千米9.84人。